# Фотоэмульсия

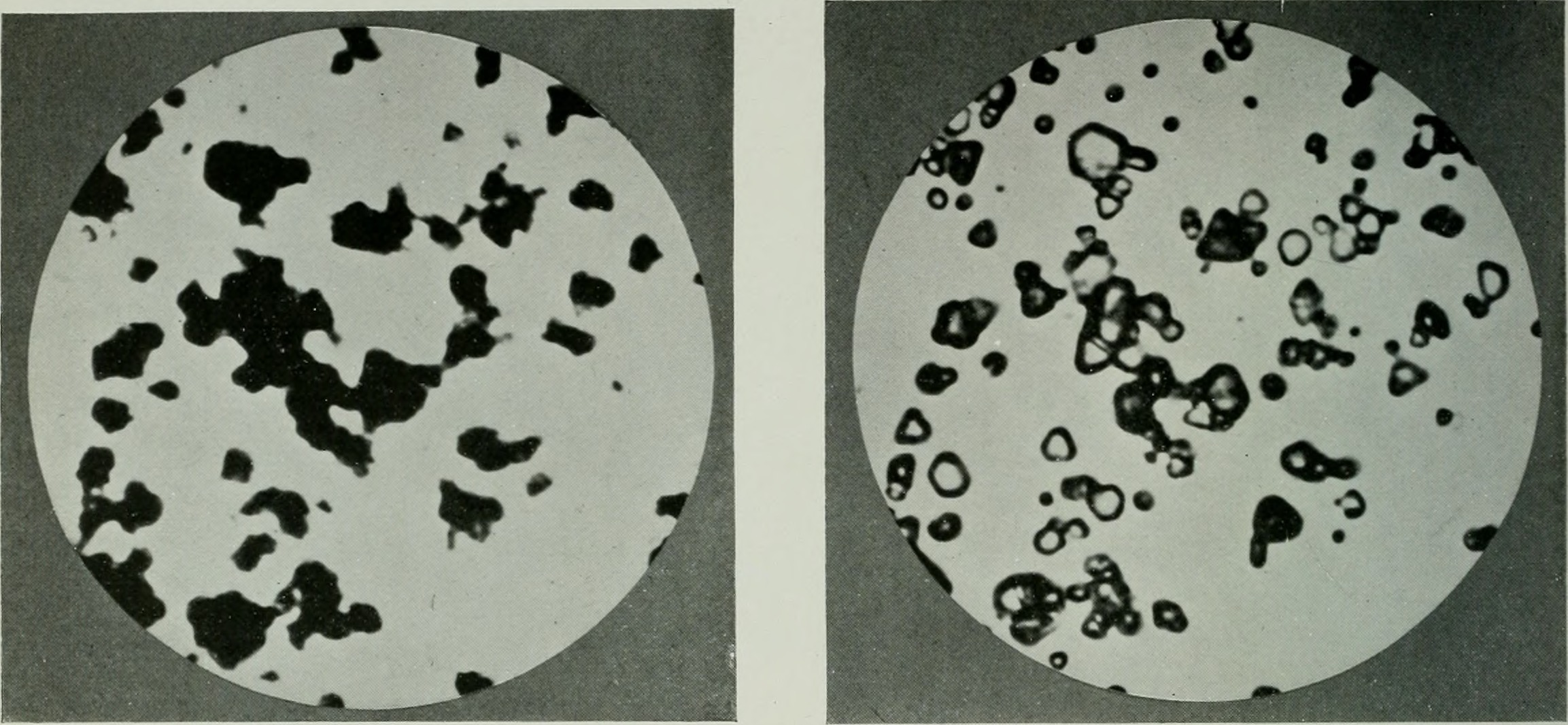
Микрокристаллы галогенида серебра непроявленной фотоэмульсии (справа) и после проявления, под микроскопом

Фотоэму́льсия — коллоидная взвесь микрокристаллов галогенида серебра в фотографическом желатине, образующая светочувстви́тельный слой современных желатиносеребряных фотоматериалов. Кроме микрокристаллов галогенида серебра эмульсия содержит и другие — вспомогательные — вещества: сенсибилизаторы, антисептики, стабилизаторы, пластификаторы и другие. Эмульсионные слои хромогенных фотоматериалов содержат также цветообразующие компоненты. Фотографическая эмульсия наносится на стекло, целлулоидную плёнку или бумагу в виде одного или нескольких слоёв. Толщина одного эмульсионного слоя колеблется от 6 микрометров у фотобумаг до 20 мкм у негативных фотоматериалов. При лабораторной обработке фотоэмульсия впитывает воду, при этом её толщина увеличивается в несколько раз.

## Производство фотоэмульсии
Процесс производства фотографической эмульсии состоит из следующих стадий: эмульсификации, физического созревания, удаления побочных продуктов и химического созревания. Эмульсификация сводится к синтезу галогенидов серебра, например бромистое серебро получают в результате реакции между раствором азотнокислого серебра и бромистого калия в разбухшем желатине. Таким же способом может быть получено йодистое или хлористое серебро при реакции с йодистым или хлористым калием. Существуют два способа синтеза эмульсии: аммиачный и безаммиачный. Наибольшее распространение получил первый из них, при котором азотнокислое серебро сначала переводится в аммиакат серебра, а уже после этого в галогенид. Полученный после эмульсификации галогенид серебра практически не обладает светочувствительностью. Необходимые свойства полученная эмульсия приобретает в процессе дальнейших операций: первого и второго созреваний.

### Физическое созревание
Физическое созревание заключается в выдерживании фотографической эмульсии при повышенной температуре в течение определённого времени. Обычно процесс проходит в специальных эмульсионно-варочных баках из хромоникелевой стали при 40—80 °C, занимая от 10 минут до часа. За время созревания происходит непрерывное уменьшение числа микрокристаллов и увеличение их среднего размера, вызываемое растворением более мелких кристаллов и роста за их счёт более крупных. Фотографический желатин во время эмульсификации и первого созревания препятствует слипанию микрокристаллов галогенидов серебра и их выпадению на дно сосуда.
После завершения первого созревания следуют стадии студенения и промывки. При этом фотографическая эмульсия сначала студенится понижением температуры для прекращения созревания, а затем измельчается в продолговатые кусочки — «червяки», которые несколько часов промывают проточной водой. Промывка нужна для удаления побочных веществ: аммиака, азотнокислого калия, избытка бромистого калия и других веществ, образовавшихся при эмульсификации. Вода, использующаяся для промывки, должна быть чистой и не иметь примесей, влияющих на фотографические свойства эмульсии. У некоторых видов эмульсий для фотобумаг промывка исключается из производственного цикла.

### Химическое созревание
После завершения промывки следует стадия второго, или химического, созревания. Для этого измельчённую эмульсию загружают в следующий эмульсионно-варочный аппарат, аналогичный первому, где она плавится и перемешивается. Во время процесса на поверхности эмульсионных микрокристаллов, сформированных при первом созревании, происходят химические реакции. Они заключаются во взаимодействии бромистого серебра с примесями, содержащимися в желатине, в результате чего образуются примесные центры или центры созревания, которые состоят из ничтожно малых количеств металлического и сернистого серебра. Под влиянием температуры центры созревания постепенно перерастают в центры светочувствительности, наличие которых обусловливает светочувствительность.
В процессе химического созревания резко возрастают светочувствительность и контраст фотоэмульсии. Примерно через час процесс прекращают, поскольку его продолжение приводит к недопустимому возрастанию вуали. Часто перед вторым созреванием в эмульсию добавляется незначительное количество золота, благодаря чему её светочувствительность возрастает от двух до четырёх раз, а также снижается зернистость. После завершения второго созревания эмульсия вновь студенится, повторно измельчается, а затем расфасовывается в специальные контейнеры из нержавеющей стали. В таком виде готовая эмульсия хранится при температуре 4—6 °C до нанесения на подложку.

### Полив
Процесс подготовки эмульсии к поливу заключается в её расплавлении до жидкого состояния, фильтрации и введения следующих веществ:
- Дубителей для придания светочувствительному слою большей прочности и температурной стойкости (обычно хромовые квасцы или уксуснокислый хром);
- Пластификаторов — веществ, понижающих поверхностное натяжение эмульсии и облегчающие её полив (для этой цели применяется обычно глицерин);
- Антисептиков — веществ, предохраняющих эмульсию от заражения бактериями и разложения (карболовая кислота, хлоркрезол и др.)
- Оптических сенсибилизаторов — веществ, придающих эмульсии дополнительную светочувствительность к длинноволновым областям видимого спектра, или к невидимому инфракрасному излучению[18].

После достижения эмульсией заданных физико-химических и сенситометрических параметров, её с помощью поливочных машин наносят на соответствующую подложку и подвергают сушке при строго определённой температуре и влажности. Особое значение при сушке имеет воздух, который тщательно очищается от пыли. Нарушение режима сушки и её продолжительности может оказать очень сильное влияние на фотографические свойства эмульсии, а иногда вызвать её разрушение.

### Состав и расходы фотоэмульсии
В готовой эмульсии массовая доля сухого желатина составляет около 6 %, галоидного серебра — 4 %. На каждый квадратный метр готовых чёрно-белых негативных фотоматериалов расходуется от 12 до 15 граммов серебра, а позитивных — от 1,5 до 8 г. В 1 м³ цветной многослойной фото- или киноплёнки содержится до 8 г серебра.